# Јавно здравље и ЛГБТ+ заједница
Јавно здравље ЛГБТ+ особа је наука превенције болести, продужавања живота и унапређења здравља ових особа путем организованих напора друштва (СЗО, 1999), ослобођено било каквог облика здравствене дискриминације.
Здравствене и социјалне неједнакости које срећемо у свакодневном животу, код појединачних социјалних категорија, у које спадају и ЛГБТ+ особе, укорењене су у везама које су дефинисане; расом, класом, старошћу, инвалидитетом, религијом, полом, родним идентитетом али и многим недовољно истраженим специфичним везама унутар једне хомогене групе. У медицинској, али и другој литератури, постоји велики број веродостојних доказа, о неоправданом консензусу међу професионалним медицинским организацијама, које праве разлике у здравственуој заштити ЛГБТ+ као пацијента, али и у њиховим породицама, што захтева хитно решавање овог проблема у свим земљама света. Примери из Мичигена, Охаја и Небраске, где су усвојени уставни амандмани о забрани истополног цивилног удруживања или брака, су најбољи пример таквих дискриминаторских односа према мањинској популацији, другојачије сексуалне оријентације од хетеросексуалне.
Здравље је јавно добро и припада свима па и мањинским групама. Здравље је само по себи приоритетни циљ јер представља основни ресурс (инпут) економског развоја сваког друштва. Зато су дискриминаторски закони и амандмани (не тако ретки и у многим другим срединама широм света) несхватљиви јер су озбиљно угрозили доношења одлука о јавном здрављу и здравственој заштити, правима посета болницама, приступу здравственом осигурање и правној заштити из области здравствен и социјалне заштите ЛГБТ+ особа у односу на хетеросексуалне.

Важне реперкусије на ставове о здрављу хомосексуалца има однос људи који сматрају да су се хомосексуалци „такви родили“ јер имају знатно позитивнији став према њима неголи они који сматрају да су они „изабрали да буду“ или „научили да буду“ хомосексуалци.

## Старо и ново јавно здравље
Јавним здрављем, како је то уређено у Закону о јавном здрављу Републике Србије; „се уређује остваривање јавног интереса, стварањем услова за очување и унапређење здравља путем свеобухватних активности друштва усмерених на очување физичког и психичког здравља становништва, очување животне и радне околине, спречавање настанка и утицаја фактора ризика за настанак поремећаја здравља, болести и повреда, начин и поступак, као и услови за организацију и спровођење јавног здравља“.
Старо јавно здравље
Првобитно је јавно здравља, касније названо „старо јавно здравље“, имало ужи обим обавеза и бавило се углавном по здравље ризичним факторима, ваздухом и водом, сигурном храном, решавањем инфективних, токсичних и трауматских узрока смрти.
У периоду таквог размишљања у области јавног здравља, ментални, социјални и здравствене проблеми у једном друштву који могу да делују на интензивирање међусобних ефеката понашања и благостања особа мањинских група (у које спадају и ЛГБТ особе) нису разматрани. Иситовремено из дана у дан болести зависности, сексуално преносиве болести насиље и злоупотреба ових особа с једне стране, и здравствени проблемеми као што су бројне болести (специфичне само за поједине мањинске групе), депресија и аксиозност с друге стране, су све више бивали распрострањени међу мањинским групама и отежавали им да се са њима изборе у условима високе незапослености, ниских примања, (што често ограничава и њихово образовање), родне и полне дискриминације, нездравог начина живота и здравствене, верске, правна и друге дискриминације. Сагледавајући наведену али и другу све бројнију проблематику јавног здравља, посебно мањинских и здравствено угрожењних група, СЗО је проширила обавезе јавног здравља. Тако је настала дефиниција новог јавног здравља, са много ширим и свеобухватнијим обавезама.
Ново јавно здравље
Поред класичних области јавног здравља, наслеђених из старог јавног здравља, „ново јавно здравље“, настоји да се бави и проблемима који се односе и на правично коришћење здравствених услуга, екологију, јавну-здравствену политику, повезаност здравља са социјалним и економским развојем, (Ncayiyan et al. 1995) у коме своја права обезбеђују и особе мањинских група, као што су хомосексуално оријентисане особе, које су одлуком СЗО признате као ментално и физиолошки здраве, и које се не разликују од већинске хетеросексуалне популације, на које се донедавно углавном нису односила бројна права из јавног здравља.

## Јавно здравље и сексуална оријентација
Прва статистика истраживања која су спроведена у Канади почетком 21. века, а била су повезана са сексуалном оријентацијеом имала су за циљ да утврде разлику у здравственим питањима између хомосексуалне (геј или лезбијка), бисексуалне и хетеросексуалне популације. Питања постављена у студији обухватила су детерминанте здравља, као што су физичка активност, ментално здравље (укључујући стрес), као и друге проблема повезане са здравственим мерама.
Резултати ове студије, спроведене међу појединцима старости од 18 до 59 (1,3% мушких и око 0,7% женских хомосексуалаца, и 0,9% бисексуалних жена и 0,6% мушкараца), су показали да код неких здравствене мера, постоје значајне разлике између хетеросексуалне популације и геј, лезбијки и бисексуалне популације.
- (21,8%) хомосексуалаца и бисексуалца извјавило је да су незадовољени здравственеом заштитом у 2003, скоро дупло више у односу на хетеросексуалаце (12,7%).
- Хомосексуалци и бисексуалци су чешће изложени стресу у току живота (35%) у односу на хетеросексуалце (28%).
- (31,4%) хомосексуалаца и бисексуалаца је изјавило да су физички активни у 2003, у поређењу са (25,4%) хетеросексуалаца. (види табелу)

Приказани резултати, добијени у Канади били су случни резултатима добијеним у Сједињеним Државама (применом концепта идентичности) и указали су на неопходност унапређење јавног здравља хомосексуалаца и бисексуалаца у највећим земљама Северне Америке.
Србија је чланица Светске Здравствене Организације (СЗО), што има одређеног утицај на промену ставова према јавном здрављу хомосексуалаца у Србији. Према тренутном ставу СЗО о хомосексуалности Министарство здравља Републике Србије, хомосексуалност не укључује у менталне поремећаје (јер она не производи секундарне поремећаје код личности, у смислу поремећаја емоционалне, радне и социјалне активности).
Као дијагнозу (поремећај) Министарство здравља Србије је означило его-дистонични хомосексуализам, са нагласком на неспособности ега да прихвати такво стање, што рађа конфликт и захтева лечење (што је у суштини психички поремећај)

## Циљани, јавно здравствени проблеми ЛГБТ заједнице
Разлике у здравственом стању ЛГБ особа а посебно жена често је у прошлости резултовало негативним ставоваима и искуставима у оквирима појединих друштава и система здравствене заштите, што је утицало на узвратне обрасце здравственог понашања, тражење здравствених-фактора ризика и наметало специфичне здравствене проблеме. Из тих разлога, сексуална оријентација је препозната као социјална детерминанта јавног здравља у САД што је резултовало њеним уносом у „Десетогодишњи план развоја јавног здравља ЛГБТ особа“, из 2000. године. Поучени америчким примером, тренутно у многим земљама Европе и у Аустралији, здравствена политика све више препознаје неједнакости у здрављу и специфичне здравствене потребе сексуалних мањина и све их више развија и унапређује на државном нивоу. Међу циљаним, јавно здравственим проблемима ЛГБТ популације најзначајнији су следећи:

### ХИВ/АИДС и полно преносиве болести[14]
ХИВ/АИДС инфекција може подједнако да утиче на заражавање хомосексуалце, бисексуалце и хетеросексуалце. Геј мушкарци, су мањинска група која је највише погођена ХИВ-ом.
Према истраживањима спроведеним 2009. у Уједињеном Краљевству већина људи заражена ХИВ-ом откривена је у следеће две групе:
- Мањинска група мушкарца који имају секс са мушкарцима (у око 2.760 геј мушкараца који имају секс са мушкарцима дијагностикован је ХИВ у 2009, у 42% од укупног броја новорегистрованих ХИВ-ом заражених особа. Иако је ово пад од око 0,5% у односу на 2008, број геј мушкараца са ХИВ-ом је и даље висок).
- Мањинске групе особа подсахарског афричког порекла (две трећине инфицираних су хетеросекуалци а већина (68%) је вероватно заражена ХИВ-ом у иностранству).

Процењује се да је у Уједињеном Краљевству 86.500 људи заражених вирусом ХИВ, (што је 4,2% повећање у односу на 2008. и око три пута више него 2000), а једна четвртина заражених не зна да има инфекцију. Око 42% инфицираних у 2009. били су хомосексуалци, према подацима Фонда Теренс Хигинс, добротворног друштва за оболеле од ХИВ-а.
Нешто више од две петине (44%) од свих који живе са ХИВ-ом дијагностикованих у Уједињеном Краљевству, живи у Лондону, али људи са ХИВ-ом данас живе и у свим другим областима, а посебно у великим градовима и Северозападној Енглеској. У последњих десет година, највећи пораст броја људи који живе са ХИВ-ом дијагностикован је на истоку Енглеске, Мидлендсу и на јужној обали. Већина од наведеног броја заразио се ХИВ-ом за време боравка у иностранству (око 68%).
Иако су хомосексуалци високо ризична групе, важно је напоменути да има и други људи (међу њима и хомосексуалаца) који живе са ХИВ-ом, а нису заражени полним контактом. Око 1.800 људи заражено је преко убризгавања дроге. Нешто више од 1.000 деце у В. Британији заражено је ХИВ-ом, од њихових мајки, док је око 700 људи заражено путем трансфузије крви и продуката од крви.
Ради упоређења Француска, Шпанија и Италија, сви појединачно имају око два пута више људи који живе са ХИВ-ом него у Уједињеном Краљевству.
У западној Европи у 2008 инциденца особа са ХИВ-ом је била следећа:
- 10% од новодијагностикованих су између 15 и 24 година старости
- 30% новодијагностикованих случајева ХИВ је инфицирано преко хетеросексуалног секса,
- 43% су били геј мушкарци заражени у истополним односима
- 5% су били интравенски корисници дрога (међу којима и хомосексуалци)
- 30% нових ХИВ дијагноза постављено је је код жена.

У источној Европи већина нових инфекција регистрована је међу интравенским корисницима дрога, а у средњој Европи, хетеросексуални секс је главни начин преноса. Највиших стопа ХИВ-а је у источној Европи.
Постоје индиције да геј и бисексуални мушкарци све више испољавају ризично понашање широм Европе.
У западној Европи, број ХИВ дијагноза међу ЛГБТ особама је порастао за 19% (или са 7.003 у 2004. на 8.329 у 2008).
Оно што посебно забрињава и захтева већу бригу установа за јавно здравље, је податак да се код половине тих људи (52%) ХИВ касно дијагностикује, тј када би требало да су већ започели лечење, а код више од четвртине који живе са ХИВ-ом, (26%), још увек је недијагностикован, и они нису свесни инфекције, и представљају потенцијалну опасност за даље ширење ХИВ-а.
„Истраживање здравља Републике Србије, у узрасту од 20 до 26 година, потврђују чињеницу да су значајни напори уложени у превентивне активности у вези са контролом ХИВ/АИДС-а током протеклих година и охрабрује налаз да далеко већи број младих користи кондом приликом нерегуларних односа у поређењу са претходном деценијом (66,1% млади, а 51,5% просечна популација). Међутим, актуелне процене показују да је величина свих проблема који се повезују са ХИВ/АИДС-ом за око 2-4 пута већа од регистроване.“
| Инциденца најчешћих полно преносивих болести у 2009. геј мушкараца у В. Британији | Инциденца најчешћих полно преносивих болести у 2009. геј мушкараца у В. Британији | Инциденца најчешћих полно преносивих болести у 2009. геј мушкараца у В. Британији |
| Полно преносива болест                                                            | Број оболелих                                                                     | Напомена |
| --------------------------------------------------------------------------------- | --------------------------------------------------------------------------------- | --- |
| Гонореја                                                                          | 5.000                                                                             | Једна од најчешћих инфекција геј мушкараца у Великој Британији. |
| Хламидија/НСУ                                                                     | 7.000                                                                             | НСУ је скраћеница за неспецифични уретритис или негонококни уретритис (НГУ). То је једна од најчешћих полно преносивих инфекција. Двојица од 100 геј мушкараца је изјавилео да је боловало у претходној години. Међу онима са 30 или више партнера годишње, регистовано је шест инфицираних на сваких 100 геј мушкараца. У 2004, више од 6.000 геј мушкараца лечено је због НСУ. |
| Херпес                                                                            | 1.500                                                                             | Генитални херпес је веома честа инфекција хомосексуалаца изазвана херпес симплекс вирусом (ХСВ). Овај вирус је сличан оном који изазива улцерације око усана. |
| Сифилис                                                                           | 2.500                                                                             | Сифилис је био веома редак у В. Британији до 10 година уназад, када је дошло до великог пораста броја заражених. Чешће се јавља међу онима са много сексуалних партнера, посебно у саунама, секс клубовима и на путовањима. |
| Стидне ваши                                                                       | 4/100                                                                             | Једна од најчешћих преносивих зараза међу хомосексуалцима. 4 од 100 геј мушкараца наводи да је боловао од ове заразе. Већина се лечила код своје куће. |

### Злоупотреба супстанци
Висок ниво употребе (злоупотребе) дозвољених и недозвољених супстанци, у поређењу са општом популацијом, присутанији је међу хомосексуалцима утврђено је на основу неколико спроведених студија
„због предиспонирајућих фактора које у суштини карактерише; ризично понашање, виши ниво депресије и социјална поткултура која укључује и употребу (злоупотребу) недозвољених супстанци.“
Велики број студија у Сједињеним Државама показала је висок ниво незаконите употребе дроге и других психоактивних супстанци, међу ЛГБ особама, која је нешто већа међу лезбијкама у односу на жене друге сексуалне оријентације. Студија спроведена међу женама хомосексуалне оријентације у Аустралији такође је показала већу примену (злоупотребу) свих легалних и нелегалних супстанци.

### Сексуално понашање и репродуктивно здравље
„Од свих нагона, сексуални нагон је потенцијално најдеструктивнији, обзиром да се задовољава у двоје (или више), и зато се као бумеранг може окренути против онога, ко се дрзне да га злоупотребљава. Стога не треба да изненади чињеница, што је кроз историју цивилизације, управо сексуални нагон претрпео и највећа ограничења (и по вертикали и по хоризонтали), али, зарад већег добра, зарад трајних задовољстава.“
Максима: „Један сексуални партнер за цео живот.“, корисна је са дерматовенеролошке тачке гледишта, како за хетеросексуалце тако и за ЛБГТ особе, али се она нажалост, врло често неоправдано занемарују, или пак погрешно представља међу ЛГБТ особама.
Мада је распрострањено уверење да је Србија традиционалнија и конзервативније у односу на друге европске земље, сексуална активност међу младим ЛГБТ адолесцентима је реалност и у Републици Србији. Све већи број младих прво сексуално искуство доживљава у раној адолесценцији, а промене су посебно интензивне у популацији девојака. Поред раног ступања у сексуалне односе, међу младима ЛГБТ су присутни и други видови ризичног понашања који угрожавају њихово здравље. Резултати више студија показују да све већи број младих у Србији има сексуална искуства под утицајем алкохола и дроге или се понаша промискуитетно не користећи мере превенције полно преносивих инфекција.

### Насиље, повреде и несреће
Упркос многим позитивниm дешавањима на глобалном и регионалним нивоима у свету, стигме и дискриминације особа са другачијом сексуалном оријентацијом и сексуалним идентитетом и даље постоје у неким културама и међу многим појединцима. Последице ових ставова је криминализација припадника сексуалних мањина, често је праћена насиљем, повредама и несрећама, које се крећу од вербалног и физичког па све до убистава.
Бројна истраживања у свету су показала да су младе ЛГБ особе, чешће него одрасли жртве предрасуда антигеј догађаја, и жртве психолошких последица њихове виктимизације која може бити и значајно изражена. Анкете спроведене у школама, у неколико региона у САД, показале су да су младе ЛГБ особе више изложене дискриминацији и насилним догађајима од својих вршњака хетеросексуалне оријентације.
Неколико таквих студија, спроведених на узорцима популације средњошколаца, у закључцима наводи; „да се друштвено окружење сексуалних мањина међу младима у америчким средњим школама карактерише дискриминацијом, одбијањем, и насиљем“. У поређењу са хетеросексуално оријентисаним младим особама, ЛГБ младе особе имају повећан ризик од претњи и физичког напада и у већем су страху за своју безбедност у школи. Зато они имају већи број пропуштених школских дана (часова наставе) изазваних овим страхом Национална анкета спроведена са ЛГБТ омладинном, на предлог организација хомосексуалаца, (1999) је показала; да је (61%) испитаних доживело вербално малтретирање, (47%) сексуално узнемиравање, (28%)физичка малтретирања, и (14%) физички напад. Огромна већина младих ЛГБТ оособа (90%), понекад или често чуло је хомофобичне примедбе у својим школама, а многи (37%) навело је да је саслушавано или чуло примедбе на факултету или школи од службеног особља.
| Злочини из мржње мотивисани сексуалном оријентацијом у Канади | Злочини из мржње мотивисани сексуалном оријентацијом у Канади |
| Проценат/број                                                 | Врсте злочина |
| ------------------------------------------------------------- | --- |
| 16%                                                           | Удео у свим злочинима из мржње који су мотивисани сексуалном оријентацијом у 2008. |
| 156                                                           | Број злочина из мржње који су мотивисани сексуалном оријентацијом, што је отприлике двоструко више него у 2007. |
| 75%                                                           | Удео злочина из мржње мотивисан сексуалном оријентацијом у 2009, насилни у природи. Мањи напади су били најчешћи тип насилног злочина из мржње. Овај проценат је већи од процента инцидената мотивисаних расом/националношћу (38%) или религијом (25%), који су били насилни. |
| 85%                                                           | Удео жртава насилних злочина из мржње мотивисане сексуалном оријентацијом у 2009. код особа мушког пола. |

### Ментално здравље
Ментално здравље и менталне болести ЛГБТ особа одређује интеракција социјалних, психолошких и биолошких фактора, исто као што одређује и њихово здравље и болест у целини. Најјаснији доказ за то је ризик од менталних болести, који је нешто израженији код хомосексуалаца у односу на хетеросексуалце. Оне су у развијеном свету повезан са стиматизацијом и хомофобијом, сиромаштвом, дискриминацијом ЛГБТ, укључујући ту и низак ниво здравственог па и општег образовања, а у неким студијама и лошим и ниским примањима ЛГБТ особа. Све то утиче на рањивост ЛГБТ, као угрожене групе људи у свакој заједници, од менталних болести чија настанак се може објаснити утицајем фактора као што су; неприхватање ЛГБТ особа од стране породице и заједнице, нерешена здравствена заштита, неискуство, несигурност и безнађа, сталне друштвене промене, као и стално присутан ризик од насиља и физичких болести.
Жигосање, предрасуде и дискриминација, које у основи имају негативни друштвени став према хомосексуалности, утичу на повећану преваленцу поремећаја менталног здравља ЛГБТ особа у односу на њихове хетеросексуалне вршњаке. С друге стране најновији докази указују да је либерализација тих ставова и већа брига за јавно здравље становништва током последњих неколико деценија значајније смањило ризик од појаве поремећаја менталног здравља младих ЛГБТ особа.
Веће стопа неприхватања ЛГБТ особа од стране породице је значајно повезана са њиховим слабијим менталним здрављем. На основу показатеља из бројних студија, младе ЛБГТ особе, због одбијања и неразумевања породице током адолесценције су; 8,4 пута склоније да покушају самоубиство, 5,9 пута склоније ка тежем облику депресије, 3,4 пута склоније да користе недозвољене супстанце или дрогу, и 3,4 пута склоније незаштићеним сексуалним односима и бежањеу од куће, у поређењу са вршњацима из породица које имају висок степен прихватања, или низак ниво породичног одбијања према ЛГБТ сродницима . Ове студије показују јасну и директну везу између одређеног родитељског и неговатељског одбијајућег понашања и негативних здравствених (менталних) проблема (поремећаја) који се јављају код младих али и одраслих лезбијки, геј младића и бисексуалаца.
У студији спроведеној и објављеној (2004) у часопису Краљевског колеџа психијатара у В. Британији, наводи се; да је од 1.285 гејева, лезбијки и бисексуалаца обухваћених истраживањем, 556 (43%) имало менталне поремећаје, који су дефинисани и потврђеним ревидираним клиничким интервјуом. Од целог узорка, 361 (31%) особа је покушало самоубиство. У овој студији узроке менталних поремећаја ЛГБ особа повезан је са маркерима дискриминације, међу којима су доминирали недавни физички напад и малтретирање у школи.
Усмеравање сексуалног нагона на супротни пол је значајно отежано у случају појаве адолесцентне кризе. Клиничка слика адолесцентне кризе, поред кризе идентитета и ауторитета, садржи такође и кризу сексуалности, у којој може да домир дилема: да ли сам ја хетеро или хомосексуалац? Адолесцентна криза зато може имати значајан утицај на ментално здравље и завршити, неретко и трагично (самоубиством).
Родитељима треба време, знање и подршка, да прихвате полну различитост сопствене деце, а ту и њихова деца могу да им помогну. Да би се то зближавање догодило, важно је да родитељи могу да схвате шта се дешава са њиховом децом. Зато један од главних интереса носиоца јавног здравља треба да буде усмерен ка пружању помоћи не само ЛГБТ особама већ и породицама у њиховој едукацији и већем утицају на разблажење њиховог одбијајућег понашања. Саветовање породице и правовремено давање смерница, савета и подршке може допринети превазилажењу критичних разлика у ставовима. Све то може помоћи у смањењу ризика и унапређењу квалитета менталног здравља лезбијки, гејева и бисексуалних младих особа.

## Јединствен приступ и смернице за унапређење јавног здравља ЛГБТ групације
Приступ:
- Здравље је јавно добро без обзира сексуалну, верску, расну и другу оријентацију њених корисника
- Владе свих земаља треба да имају законодавну обавезу да обезбеде здравље геј мушкарцима лезбијкама и бисексуалцима, једнако као и хетеросексуалним особама. Како ни једна влада то не може да учини сама потребно је у једном друштву остварити све међусекторске активности везе, партнерство и јединствени приступ свих носиоца јавног здравља па и ЛГБТ удружења са владом и њеним секторима.
- Здравље је и социјално добро многих сектора и заједница, па и хомосексуалних (мањинских заједнице која чини у просеку око 5% људске популације).

Смернице:
- Употреба превенције као примарне интервентне стратегије Министарства здравља и њених здравствених установа мора бити све присутнија у борби за јавно здравље хомосексуалаца.
- Превенција посебно менталног здравља мора бити заснована на ставовима Светске здравствене организације о хомосексуалности и бројним научним дисциплинама укључених у истраживања хомосексуалности.
- Брига за јавно здравље хомосексуалаца (као мањинске групе), мора бити заснован на филозофији социјалне правде, ослобођена свих облика стигматизације, дискриминације и хомофобије.
- Брига за јавно здравље хомосексуалаца мора бити стално повезано са владином и јавном политиком свих земаља света, у чему посебан пример и водећу улогу треба да имају земље које су у области заштите права хомосексуалаца постигле највећи напредак.
- Један од главних интереса носиоца јавног здравља треба да буде усмерен ка пружању помоћи не само ЛГБТ особама и њиховим брачним и ванбрачним породицама, већ и њиховим родитељским породицама у едукацији и већем утицају на разблажење њиховог одбијајућег понашања према истополним рођацима.

Брза процена и реаговање
- Брза процена и реаговање су средства за предузимање свеобухватне процене специфичних јавно здравствених проблема хомосексуалаца укључујући и карактеристике њихових здравствених проблема, као мањинске популационе групе, окружења и контекста, здравог и ризичног понашања, специфичне културе и друштвених последица.
- Она укључује идентификовање постојећих ресурса и могућности за интервенцију, њено планирање, развој и имплементацију усмерену према здравственим и социјалним проблемима хомосексуалаца.[39]